# IC 4823-1
IC 4823-1 — галактика типу S (спіральна галактика) у сузір'ї Павич.
Цей об'єкт міститься в оригінальній редакції індексного каталогу.